# Hahncappsia jacalensis
Hahncappsia jacalensis là một loài bướm đêm trong họ Crambidae.